# Schiacciata
La schiacciata est un type de pain cuit au four, originaire de Toscane, en Italie.
Le terme schiacciata signifie « pressé » et fait référence au fait qu'il faut presser la pâte avec les doigts au moment du moulage.
La schiacciata est garnie le plus souvent de charcuterie et de fromage mais peut aussi être garnie de légumes et d'herbes aromatiques.

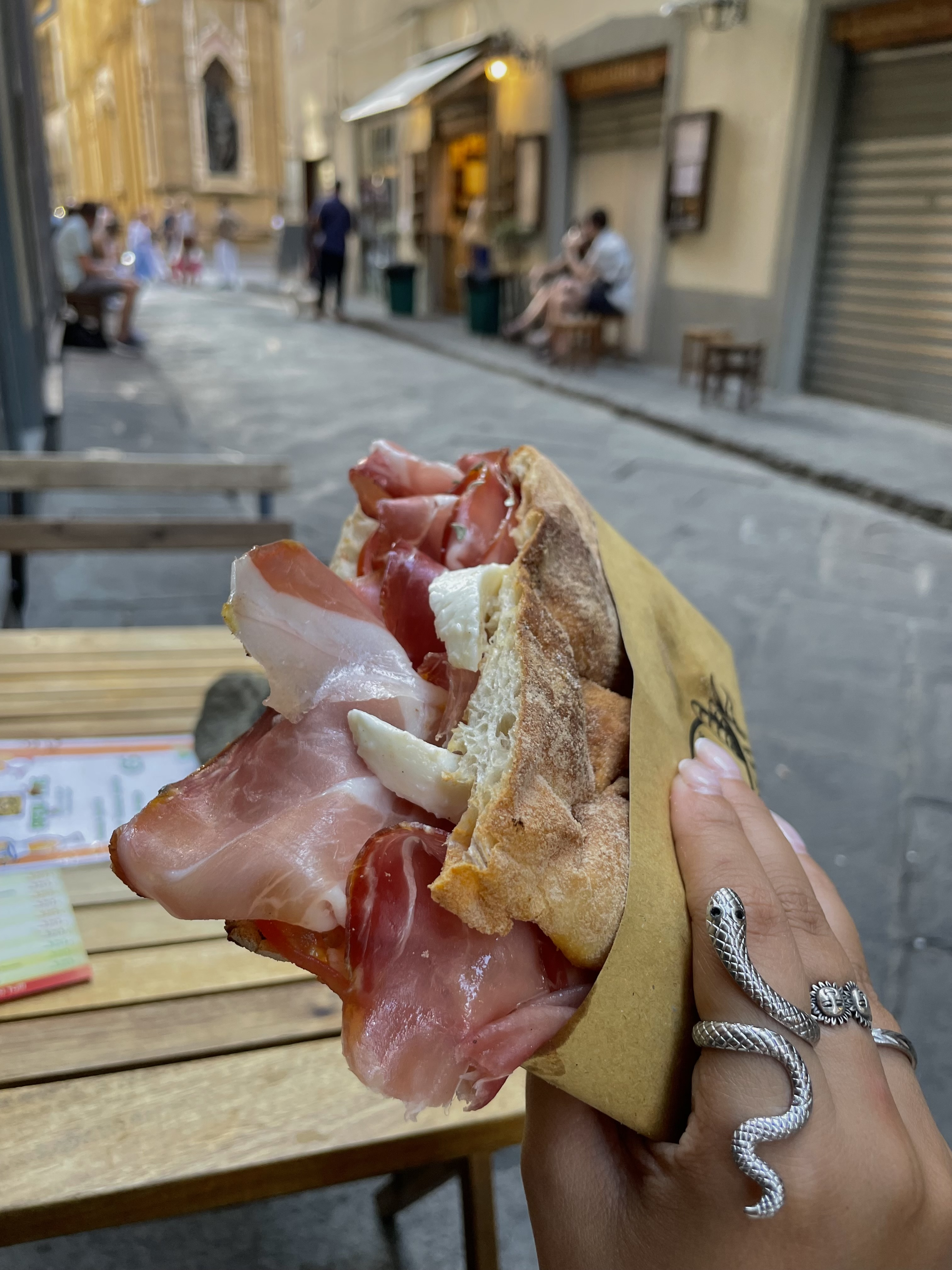
Schiacciata au prosciutto crudo.